# Болница Канбера
35° 20′ 43″ Ј; 149° 06′ 03″ И / 35.3454° Ј; 149.1009° И
Болница Канбера (некадашњи Воден Воли) је једна од две јавне болнице у Канбери, престоници Аустралије. Саграђена је у Гарану, градској четврти престонице. Болница располаже са 500 лежаја у којој годишње потражи помоћ око 52000 грађана. Основана је 1991. Данашњи назив носи од 1996. године.
Ресорсе болнице користе Аустралијски национални универзитет и John Curtin School of Medical Research у научно-образовне сврхе.